# Herpestomus maya
Herpestomus maya är en stekelart som beskrevs av Diller 2005. Herpestomus maya ingår i släktet Herpestomus och familjen brokparasitsteklar. Inga underarter finns listade i Catalogue of Life.